# Blue Jeans (serie televisiva)
Blue Jeans (The Wonder Years) è una serie televisiva statunitense prodotta dal 1988 al 1993 e ambientata a cavallo tra gli anni sessanta e anni settanta. Fu trasmessa per la prima volta in Italia dalla Rai negli anni novanta.

## Trama
La serie gira attorno agli eventi dell'infanzia e adolescenza del protagonista Kevin (Fred Savage) e dei suoi amici più stretti, Paul Pfeiffer (Josh Saviano) e Winnie Cooper (con la quale Kevin avrà la sua prima storia d'amore). Nella prima stagione, ambientata nel 1968, Kevin è ancora bambino e sta per iniziare la scuola media (Junior High School), mentre nell'ultima stagione, ambientata negli anni settanta, ha già passato l'età dell'adolescenza.
Peculiarità di questa serie televisiva è la voce onnisciente di Kevin da adulto, voce di sottofondo che interviene a più riprese in ogni episodio ricordando e descrivendo le sensazioni allora provate da Kevin da un punto di vista però più adulto. La voce narrante dell'ultimo episodio ci spiega che Kevin si è sposato ed ha avuto dei figli, ma ha perso prematuramente il padre, sostituito da Wayne (il fratello maggiore di Kevin) nell'azienda di famiglia; Paul riuscirà ad andare all'università di Harvard per studiare legge, mentre Winnie deciderà di proseguire gli studi alla Sorbonne di Parigi in storia dell'arte e manterrà con Kevin un profondo sentimento d'amicizia.
Il brano musicale con cui si apre ogni episodio è With a Little Help from My Friends dei Beatles, nella versione eseguita da Joe Cocker in studio.

## Episodi
| Stagione         | Episodi | Prima TV originale | Prima TV Italia |
| ---------------- | ------- | ------------------ | --------------- |
| Prima stagione   | 6       | 1988               | 1992            |
| Seconda stagione | 17      | 1988-1989          |                 |
| Terza stagione   | 23      | 1989-1990          |                 |
| Quarta stagione  | 23      | 1990-1991          |                 |
| Quinta stagione  | 24      | 1991-1992          |                 |
| Sesta stagione   | 22      | 1992-1993          |                 |